# Kloster Helfta

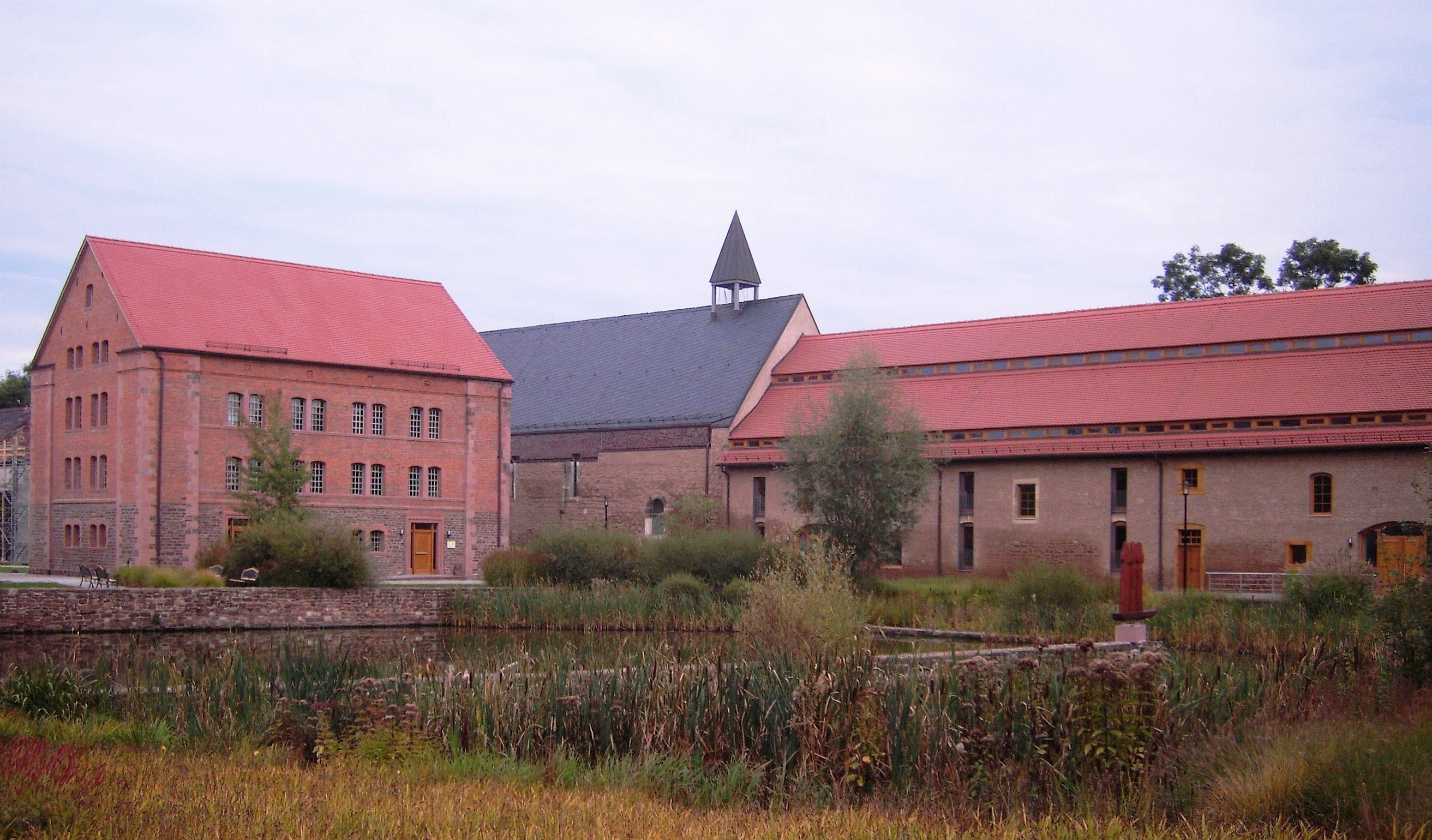
Liboriushaus, Klosterkirche und Konventsgebäude (2013)

Das Kloster Helfta (eigentlich Kloster Sankt Marien zu Helfta; lateinisch Prioratus conventualis B.M.V. de Helfta) ist ein Zisterzienserinnen-Kloster im Ortsteil Helfta der Lutherstadt Eisleben in Sachsen-Anhalt. Es ist heute ein selbständiges Priorat des Zisterzienserordens. Im 13. Jahrhundert war das Kloster Helfta (Helpede) unter der Äbtissin Gertrud von Hackeborn (1232–1292) das Zentrum der deutschen Frauenmystik und galt durch die Mystikerinnen und Theologinnen Mechthild von Magdeburg (um 1207–1284/92), Gertrud von Helfta (1256–1301/02) und Mechthild von Hackeborn (1241–1298/99), eine Schwester der Äbtissin Gertrud, als Perle und Krone der deutschen Frauenklöster.
Nach der Reformation wurde das Kloster 1542 säkularisiert, später als preußische Domäne und in der Zeit der DDR als volkseigenes Gut für Lagerzwecke genutzt und verfiel. Seine 1988 geplante Sprengung wurde durch Eingaben des Kunstlehrers Joachim Herrmann verhindert. Nach der Wende 1991 betrieb ein Verein die Revitalisierung bis zur Wiedereröffnung 1999. Heute ist das Kloster auch ein Bildungszentrum und eine Station an der Straße der Romanik.

## Geschichtlicher Überblick

### Gründung
Das Kloster wurde 1229 bei Mansfeld nahe der Burg Mansfeld vom Grafen Burchard von Mansfeld und seiner Gemahlin, der Gräfin Elisabeth von Schwarzburg bei ihrer Burg Mansfeld (Thal-Mansfeld) als Hauskloster der Grafen von Mansfeld gegründet und mit sieben Nonnen aus dem St.-Jacobi-Kloster vor Halberstadt besetzt. 1234 verlegte die Witwe Burchards I. das Kloster nach dem nordwestlich von Eisleben gelegenen, jetzt wüsten Rossdorf. Dort starb 1240 Gräfin Elisabeth, die nach dem Tode ihres Mannes dem Konvent beigetreten war. 1258 siedelten die Nonnen aufgrund großen Wassermangels nach Helfta um. Den in Ehren gehaltenen und offenbar immer wieder ebenfalls umgesiedelten Grabstein der Stifterehepaars verwahrt heute die St.-Andreas-Kirche in Eisleben.

### Wirtschaftliche Verhältnisse
Bereits bei seiner Gründung mit Grundbesitz reich ausgestattet, beschenkten neben den Grafen von Mansfeld, den Edlen von Hakeborn, Querfurt und Schraplau auch andere einheimische Feudalherren das Kloster. Zahlreiche weibliche Mitglieder der genannten Geschlechter wurden in der Klosterschule erzogen und bekleideten später das Äbtissinnenamt. Über die Zusammensetzung des Klosterkonvents ist wenig bekannt. Von den 18 Äbtissinnen kamen 15 aus dem Adel. Die Zahl der Nonnen soll zeitweise bis auf 100 angestiegen sein.
Die Grafen von Mansfeld, die Schutzvögte des Klosters waren, hatten ein Interesse am ökonomischen Wachstum. Es gab zeitweise im Mansfeldischen kaum einen Ort, in dem das Kloster nicht auf irgendeine Weise begütert war.

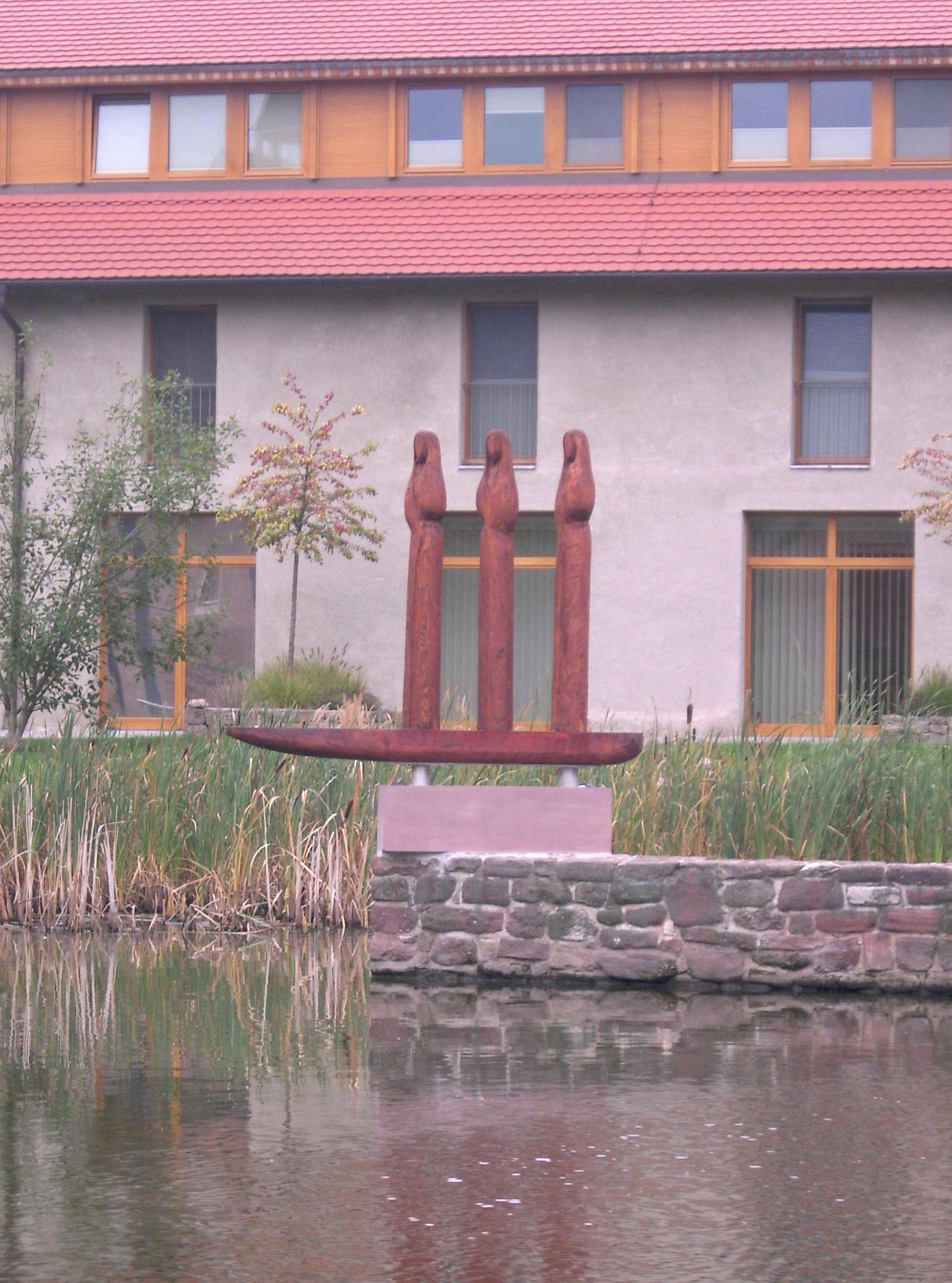
Klosterteich mit der Skulptur der drei Mystikerinnen, dahinter das Bildungs- und Exerzitienhaus (2013)

### Theologische Bedeutung
Von Anfang an war das Kloster unter der weitsichtigen und tatkräftigen Leitung Gertruds von Hackeborn konsequent auf seine Unabhängigkeit bedacht. Zugleich verwurzelt in bewährten kirchlichen Ordnungen und offen für die Probleme der Zeit, suchte der Konvent neue Entwicklungen zu fördern. Die Nonnen lebten nach der Regula Benedicti und nahmen die Reformen der Zisterzienser an, ohne sich offiziell dieser neuen Ordensrichtung anzuschließen; so wurde das mittelalterliche Kloster Helfta sowohl von Benediktinerinnen als auch von Zisterzienserinnen jeweils als dem eigenen Orden zugehörig betrachtet. Zugleich pflegte man enge Kontakte zu den Dominikanern in Halle und öffnete sich für die Religiosität der Armutsbewegung, der sich schon die adelige Gründerin des Klosters, Elisabeth von Mansfeld, zugewandt hatte. Endgültig öffnete sich die Klostergemeinschaft der Armutsbewegung und der mit ihr verbundenen Theologie und Spiritualität der Frauenbewegung des 13. Jahrhunderts, als man es wagte, die Begine Mechthild von Magdeburg aufzunehmen, und zwar nicht nur, um ihr Zuflucht zu bieten, sondern ausdrücklich auch, damit sie ihre neuen Mitschwestern „erleuchte und lehre“.
Da die Äbtissin Gertrud, die vierzig Jahre lang das Kloster leitete (1251–1291), der Überzeugung war, ohne Wissenschaft habe die Religion keine Zukunft, wurde das Kloster zu einem Zentrum des humanwissenschaftlichen und theologischen Studiums. Neben einer sorgfältig bestückten Bibliothek gab es auch ein Skriptorium, in dem Bücher für den Eigenbedarf sowie für andere Bibliotheken abgeschrieben wurden. Hohen Stellenwert hatte zudem die Musik, besonders gepflegt von Mechthild von Hackeborn, der „Nachtigall Christi“. Die eigene literarische Produktion des Klosters war dann auch nicht nur eine Sache der beiden hochbegabten Nonnen Gertrud und Mechthild: sie waren getragen von einer Gemeinschaft, die sie begleitete und unterstützte. So wäre es zu eng, Helfta nur in Hinblick auf die drei herausragenden Mystikerinnen zu sehen; in der Wissenschaft spricht man heute von einer „Helftaer Theologinnenschule“. Nachweisbar ist insbesondere die namentlich nicht mehr bekannte „Schwester N“, die bei der Redaktion der Offenbarungsniederschriften Gertruds und Mechthilds bedeutsam mitwirkte.
Die Fortwirkung dieses Helfta in der Nachwelt ist kaum zu überschätzen, wissenschaftlich jedoch bis heute noch nicht genauer erfasst. Die Deutsche Mystik ist jedenfalls ohne Helfta nicht denkbar. Offene Fragen sind beispielsweise die Einflüsse auf Meister Eckhart, der in diesen Jahren zeitweise im nahen Erfurt Prior war. Sicher anzunehmen, wenn auch noch nicht im Einzelnen nachgewiesen (außer bei Christine Ebner und Margareta Ebner), sind Einflüsse auf die Mystik und literarische Tätigkeit in den süddeutschen Frauenklöstern, entlang den wichtigen Handelswegen von Magdeburg über Nürnberg ins schwäbische, oberrheinische und schweizerische Gebiet. Durch die von der Herzogin Zedena angeregte Drucklegung der Helftaer Werke kurz nach 1500 in Sachsen sind auch – noch zu erforschende – Einflüsse auf Katharina von Bora und Martin Luther denkbar. Im Zuge der katholischen Erneuerung seit der zweiten Hälfte des 16. Jahrhunderts verbreiteten sich dann die Schriften aus Helfta, besonders diejenigen Gertruds, über die ganze katholische Welt und wurden in Zeiten religiöser Aufbrüche immer wieder aktuell, weit über den Bereich der Mystik hinaus. In der Gegenwart gewinnen sie wieder an Interesse auch in Hinblick auf eine von Frauen formulierte, heutige Konfessionsgrenzen überschreitende menschenfreundliche Religiosität. Neuere Forschung betont vor allem auch die Bedeutung Helftas im Bereich der Theologie, wo die Helftaer Schriften einen innigen personalen „Herzens“-Bezug von Gott und Mensch herausstellen, indem der liebende Gott auf den Menschen zugeht und der Mensch in seiner Gegenliebe zu Würde und Selbstbewusstsein gelangt.

## Niedergang, Reformation, Aufhebung
Das Kloster kam in den folgenden Jahrhunderten mehrfach in Bedrängnis, so 1284 beim Einfall des Magdeburger Burggrafen Gebhart von Querfurt. 1294 belagerte König Adolf I. von Nassau das Kloster und von 1342 bis 1344 kam es während der Halberstädter Bischofsfehde zu Verwüstungen durch Albrecht II. von Braunschweig als Bischof von Halberstadt. Zu den einschneidendsten Ereignissen gehörte auf Grund der Verwüstungen die erneute Verlagerung des Klosters durch den Klostervogt Graf Burchard IX. von Mansfeld vor die Tore Eislebens an die östliche Stadtmauer, genannt Neu Helfta.
Während des Bauernkriegs wurden die meisten Unterlagen, Pläne und Bücher beim Heizen der Braukessel vernichtet. Einige Inkunabeln und Drucke des Klosters Neu-Helfta befinden sich in der Turmbibliothek der St.-Andreas-Kirche. Die Kleinodien des Klosters nahmen die Grafen von Mansfeld in Verwahrung.
Nach den Wirren des Bauernkrieges und der damit verbundenen Flucht der Nonnen aus dem Kloster Neuen-Helfta über Halle kehrten einige Nonnen mit der Äbtissin Katharina von Watzdorff 1529 auf Bestreben des Grafen Hoyer, der das Kloster wieder herrichten ließ, nach Alt-Helfta zurück. Nach dem Tod der letzten Äbtissin Walburg Reuben wurde das Kloster vom Grafen Hans Georg von Mansfeld-Eisleben 1542 säkularisiert. Die letzte urkundliche Erwähnung des Klosters trägt das Datum vom 19. Juni 1542. 1566 verkaufte der stark verschuldete Graf das Klosteramt Helfta für 34 000 Goldgulden wiederkäuflich an den westfälischen Franz von Kerssenbrock. Durch Heirat von dessen Enkelin gelangte es 1641 in den Besitz des kurbrandenburgischen Generals Georg Adam von Pfuel und 1699 an dessen Schwiegersohn, Feldmarschall Heino Heinrich von Flemming. 1712 vereinigte schließlich König Friedrich Wilhelm I. von Preußen als Oberlehnsherr Helfta mit den benachbarten Rittergütern zu einer königlichen Domäne.
1868 erwarb die katholische Pfarrei das ehemalige Kloster Neu-Helfta. In den Jahren 1869 bis 1875 versuchten Benediktinerinnen von der Ewigen Anbetung aus Osnabrück das Kloster wieder zu beleben. Sie scheiterten aber nach der Reichsgründung 1871 an Otto von Bismarcks Kulturkampf-Gesetzgebung. Als der Orden in Preußen verboten wurde, fanden die Nonnen in Oldenzaal in den Niederlanden Asyl.
Die DDR übernahm diese Staatsdomäne 1949 und wandelte sie in ein Volkseigenes Gut (VEG) mit etwa 2000 Arbeitsplätzen um, das bis zur Wende bestand. Während dieser Zeit wurden die Klostergebäude nicht ausreichend unterhalten und verfielen zusehends.

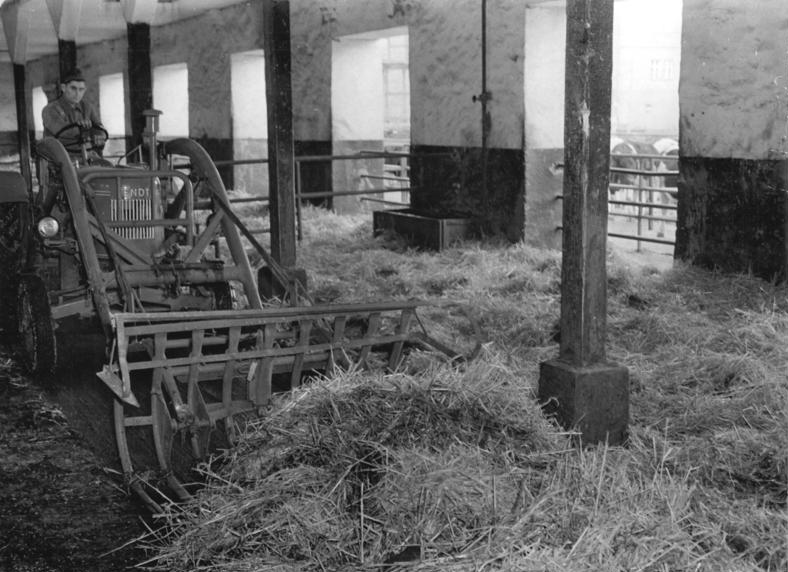
VEG Eisleben (1959)

Nach diversen Einstürzen wurde 1988 beschlossen, die verfallenden Gebäude, darunter auch die Reste der Klosterkirche (eine Giebelwand und eine Seite) zu sprengen. Dies wurde jedoch durch den energischen und persönlichen Einsatz des Lehrers und Kunsterziehers Joachim Herrmann verhindert. Er setzte sich 1988 aus Respekt vor dem wertvollen Kulturerbe beim Rat des Kreises Eisleben für den Erhalt des Klosters ein.

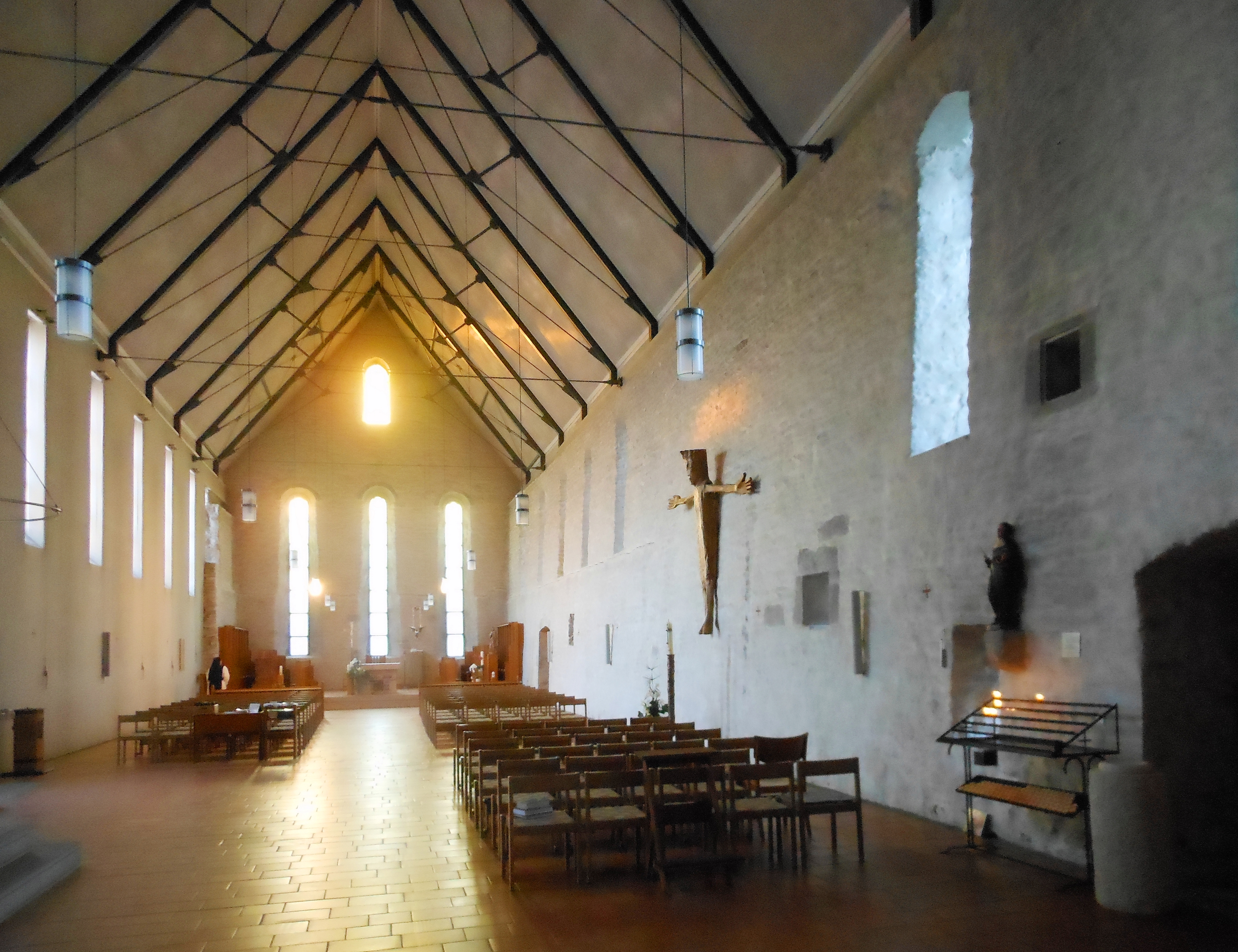
Innenansicht der Klosterkirche St. Marien (2013)

## Baulichkeiten
Das Kloster und die Kirche stehen auf dem Grundstück Lindenstraße 36.
Von den einstigen Klostergebäuden sind nur noch Reste der Klosterkirche vorhanden. Die Kirche, ein einschiffiger rechteckiger frühgotischer Bau, wurde in der zweiten Hälfte des 13. Jahrhunderts erbaut. Von ihr erhalten ist die Ostwand mit rundbogiger langgestreckter Drei-Fenstergruppe, Teile der Süd- und Nordwand und die westliche Nonnenempore.
Schon vor dem offiziellen Beginn für den Wiederaufbau des Klosters Helfta am 1. September 1998 wurde ab 1996 mit den Planungen und bauvorbereitenden Maßnahmen, wie den bauarchäologischen Untersuchungen im ehemaligen Kirchen- und Klausurbereich begonnen.

## Wiederaufbau
Nach der Wende in der DDR wurde am 1. Mai 1991 nach über 60 Jahren erstmals wieder eine Heilige Messe in der Klosterkirche, die zu dieser Zeit eine Ruine war, gefeiert.
Nach dem Ende der DDR gewann die Idee Raum, Kloster Helfta wieder aufzubauen und als Kloster zu besiedeln. Dazu bildeten die bereits bestehenden vier Förderkreise (aus Sachsen-Anhalt und Bayern) am 3. Juni 1992 den „Verband der Freunde des Klosters Helfta“. Im August 1994 erwarb das Bistum Magdeburg mit Spendenmitteln dieses Verbandes (1,5 Millionen DM) das Gelände von der Treuhandanstalt.
Die Grundsteinlegung für den Wiederaufbau der Klosterkirche und des Klosters fand im Juni 1997 statt. Der Wiederaufbau der Klosterkirche, des Konventhauses und des Kreuzgangs begann am 1. September 1998 unter der Schirmherrschaft des Bischofs von Magdeburg, Leo Nowak. Dieser erste Bauabschnitt kostete etwa 15 Millionen DM, die durch Spenden aus aller Welt aufgebracht wurden. Die Bundesanstalt für Arbeit unterstützte den Wiederaufbau des Klosters durch eine Vergabe-ABM für 36 Arbeitslose aus der Region.
Nach 457 Jahren wurde am 13. August 1999 das Kloster von sieben Zisterzienserinnen aus der Zisterzienserinnenabtei Seligenthal in Landshut bezogen. Unter Leitung der resignierten Seligenthaler Äbtissin Maria Assumpta Schenkl als Gründungspriorin bildeten sie einen neuen Konvent belebten das spirituelle Leben an diesem Ort neu. Die Wiedergründung des Klosters wurde durch ein päpstliches Schreiben vom 17. November 1999 besiegelt. Damit ist das Kloster Helfta ein selbständiges Priorat der Zisterzienser.
Die Klosterkirche St. Marien und das Konventgebäude wurden von Bischof Leo Nowak am 21. November 1999 geweiht. Der Kirchbau zeichnet sich durch eine Symbiose aus alter Bausubstanz und moderner Architektur aus.
Weiterhin wurden seitdem folgende Gebäude eingeweiht:
- Bildungs- und Exerzitienhaus (2001)
- St.-Gertrud-Stift
- Hotel an der Klosterpforte mit eigener Brauerei (2003)
- Alters- und Pflegeheim St. Mechthild (Caritas) (2003)
- Liboriushaus im alten Speicher mit Klosterladen (2003)
- Herrenhaus
- Gertrudkapelle (2008)[14]

Die Gebäude und Grundstücke wurden auf die am 22. April 2002 gegründete Stiftung „Kloster St. Marien zu Helfta“ übertragen.
Im offenen Gelände hinter dem Kloster wurde im Jahr 2007 das von der Katholischen Frauengemeinschaft Deutschlands (kfd) angelegte „Lebendige Labyrinth“ eingeweiht, als ein Ort, an dem sich Menschen bewegen und verweilen und die Schöpfung genießen und dessen Mitte – eine bergende Weidenfigur – an das göttliche Erbarmen erinnert, den Schoß Gottes, der dem Leben Raum gibt.
In Hinblick auf das Gottes- und Menschenbild der Mystikerinnen bekommt in Helfta auch das altüberlieferte zisterziensische Klostermotto einen erweiterten und vertieften Sinn: „Porta patet, cor magis – Unsere Tür steht offen, und das Herz noch mehr“.
Bis 2022 unterstand das Kloster direkt dem Generalabt des Ordens, seitdem gehört es mit den Frauenklöstern St. Marienthal und St. Marienstern sowie dem Männerkloster Langwaden zur neu gegründeten Zisterzienserkongregation der heiligen Gertrud der Großen. Erster Präses wurde Pater Bruno Robeck, Prior von Langwaden.

## Baumdenkmal
Anlässlich des 24. Jahrestages der deutschen Wiedervereinigung pflanzten Oberbürgermeisterin Jutta Fischer und Priorin Mutter Agnes Fabianek gemeinsam mit den Bundestagsabgeordneten Uda Heller und Eduard Jantos das Baumdenkmal für die Deutsche Einheit. Hier wurde jedoch statt der symbolisch für Ostdeutschland vorgesehenen Kiefer eine Linde gepflanzt.

## Leiterinnen
Der Aufbau des Klosters in postkommunistischer Zeit ist zu einem sehr großen Teil das Verdienst der Gründerpriorin Maria Assumpta Schenkl. Nach ihrem Tod (2009) wurde am 11. Juni 2009 Agnes Fabianek, Alt-Äbtissin der österreichischen Abtei Mariastern-Gwiggen, vom Generalabt Maurus Esteva als Administratorin für zunächst eineinhalb Jahre eingesetzt. Am 18. November 2010 wurde sie vom Konvent zur Priorin gewählt und wirkte in diesem Amt bis zu ihrem Tod im Jahr 2015. Als Nachfolgerin wählte der Konvent die Dänin Christiane Hansen (* 1965), die 1990 das später aufgelöste dänische Zisterzienserinnenkloster Sostrup verlassen musste, nach Deutschland umsiedelte und 2013 aus der Abtei Seligenthal nach Helfta gekommen war. Sie wurde am 9. Mai 2023 zur Äbtissin von Seligenthal gewählt und am 25. Juni 2023 in dieses Amt eingeführt. Am 23. Juli 2023 wurde Schwester Katharina Hauschild aus der Abtei Boulaur vom Präses der Kongregation der heiligen Gertrud der Großen, Bruno Robeck, für ein Jahr zur Priorin-Administratorin des Klosters ernannt.

## Siegel
Erhalten ist ein ovales Konventsiegel mit einer Darstellung der Verkündigung Mariae. Unter einem doppelbogigen Baldachin stehen die Figuren des Engels Gabriel und der Maria mit der Majuskelumschrift:
S. SCE. MARIE VIRGINIS IN HELPEDE.
Des Weiteren gibt es noch ein Siegel der Äbtissin Sophie von 1311. Es zeigt unter der Auferstehung Christi eine betende Frau. Die Umschrift lautet: S. ABBATISSE. MON. HELPEDE.
Bekannt sind noch das Siegel der Äbtissin Lukardis (verstümmelt) und des Propstes Johannes an der Roßleber Urkunde vom 9. September 1346. Die Umschrift lautet: ABBATISSE … RD HELPED und (S)IGILLUM PREPOSITI IN HELPE.

### Gedruckte Quellen
- Max Krühne: Urkundenbuch der Klöster der Grafschaft Mansfeld, Kloster Helfta. Halle 1888, S. 129–297.
- Friedrich Carl von Moser: Urkunden-Buch des außerhalb der Stadt Eisleben ehedem gelegenen Cistercenserinnen-Closters Helpede oder Neuen Helfte vom Jahre 1229–1521. In: Diplomatische und historische Belustigungen. Band 2, 1. Abt., Halle, Leipzig 1755.
- Ch. Schoettgen, G. Ch. Kreysing: Diplomataria et scriptores Germaniae aevi. Teil II., Altenberg 1755.
- A. von Erath: Codex diplomaticus Quedlinburgensis. Frankfurt/Main 1764.
- Gustav Schmidt: Urkundenbuch des Hochstifts Halberstadt. Teil 1–4, Band 17, 21, 27, 40. Verlag S. Hirzel, Leipzig 1883.
- C. Spangenberg: Mansfeldische Chronica. Teil 1., Eisleben 1572 (Digitalisat). Teil 3. hrsg. R. von Leehrs, Eisleben 1912. Teil 4. Beschreibung der Graeveschaft Mansfeltt von ortt zu ortt. hrsg. C. von Rühlemann. In: Mansfelder Blätter Eisleben 1913.

### Ungedruckte Quellen
- Landesarchiv Sachsen-Anhalt, Abteilung Magdeburg:
  - Bestände
    - U 11, IX (59 Urkunden, 1298–1718).
    - Da 32 Amt Helfta (Akten, 1559–1856).

  - Einzelarchivalien
    - Cop., Nr. 423 Nachrichten über das Kloster Helfta bei Eisleben, Fundation, Donation u.a., 1267–1549.
    - D 13, II Nr. 1 Verordneter Räteanschlag auf das Amt Eisleben und Klosterhof Helfta, 1563.